# Jaera cyanea
Jaera cyanea é uma espécie de borboleta descrita por Butler em 1867. Jaera cyanea faz parte do gênero Jaera e família lycaenidae.